# Nina&Olga
Nina&Olga è una serie TV animata italiana, ispirata al personaggio La Nuvola Olga dell'autrice e illustratrice per bambini Nicoletta Costa. Co-prodotta da Enanimation e Mondo TV Producciones Canarias S.L. - Nina Y Olga A.I.E. in collaborazione con Rai Ragazzi, è stata trasmesso in prima TV su Rai Yoyo il 27 settembre 2021 e in anteprima streaming su Rai Play il 13 settembre 2021. 
La serie racconta le avventure e l'amicizia tra Nina, una bambina di sei anni con i capelli rossi ricci, e Olga, una giovane nuvola. 
Nel 2021 ha ricevuto il premio come migliore serie animata a target upper-preschool ai Pulcinella Awards di Cartoons on the Bay. 

## Trama
Nina e la sua migliore amica Olga, una piccola nuvola che vive nel Mondo di Sopra, si divertono molto ad esplorare il mondo di Nina (quello "di Sotto" ovvero la Terra) e quello di Sopra (il cielo) dove vivono la Nonna Nuvola, le Zie Grigione, il Sole e la Luna. Insieme ai loro amici imparano ogni giorno a riconoscere e gestire le proprie emozioni, il valore dell'amicizia e il potere della fantasia. 

## Personaggi
- Nina: bambina dai folti capelli rossi, dinamica e leale. Doppiata da Anita Sorbino[3].
- Olga: giovane nuvola da pioggia, curiosa e spiritosa. Doppiata da Chiara Francese[3].
- Teo: migliore amico e vicino di casa di Nina, un po' goffo ma dolce e acculturato. Doppiato da Lorenzo Salerno[3].
- Zie Grigione: Anastasia, Cecilia e Gertrude, zie di Olga specializzate in tempeste. Doppiate da Lucia Valenti[3] (Anastasia), Laura Righi[3] (Cecilia), Vanessa Giuliani[3] (Gertrude).
- Nonna Nuvola: nonna di Olga, dormigliona e saggia, specializzata in nevicate. Doppiata da Patrizia Giangrand[3].
- Stella Sonia: grande amica di Olga, giocosa e affidabile, punto di riferimento per gli abitanti del Mondo di Sopra. Doppiata da Annalisa Platania[3].
- Luna: saggia e attenta. Doppiata da Stefania Giuliani[3].
- Sole: calmo e pigro. Doppiato da Gianni Gaude[3].
- Mamma: mamma di Nina, non può vedere Olga e crede che sua figlia abbia una grande fantasia. Doppiata da Martina Tamburello[3].
- Papà: incoraggia Nina e Teo quando parlano di Olga anche se non può vederla. Doppiato da Luca Sbaragli[3].
- Maestra Anna: maestra di Nina e Teo, racconta storie bellissime anche se è un po' sbadata. Doppiata da Roberta Maraini[3].
- Bigio: giovane nuvolotto con un carattere esuberante, adora fare la grandine. Doppiato da Osmar Santucho[3].